# Historia de un crimen: Colosio
Historia de un crimen: Colosio é uma minissérie mexicana de 2019 baseada em fatos reais. Foi dirigida por Hiromi Kamata e Natalia Beristain, e teve como protagonistas Jorge A. Jiménez, Ilse Salas, Alberto Guerra e Jorge Antonio Guerrero.

## Elenco
- Jorge A. Jimenez ... Luis Donaldo Colosio
- Ilse Salas	... Diana Laura Riojas de Colosio
- Alberto Guerra	... Comandante Federico Benítez
- Jorge Antonio Guerrero	... Mario Aburto Martínez
- Martín Altomaro ... Raúl Salinas de Gortari
- Norma Angélica	... Maria Luisa Martínez
- Enrique Arreola ... Manuel Camacho Solis
- Ari Brickman	... Carlos Salinas de Gortari
- Alejandro Cuétara ... Mancillas
- Hernan Del Riego ... Ernesto Zedillo Ponce de León
- Darío Yazbek Bernal ...Alberto Bazbaz